# Stade Giuseppe-Grezar
 (avril 2025).
Le stade Giuseppe-Grezar, souvent Pino Grezar, inauguré le 25 septembre 1932 sous le nom de stade Littorio, est un stade à multi-usages situé à Trieste en Italie.

## Histoire
Le club de Trieste a été son club résident jusqu'en 1992. La capacité d'accueil est de 6 226 spectateurs. Il est situé à proximité du nouveau stadio Nereo Rocco.
Nommé Stadio Littorio à son inauguration, il est rebaptisé Stadio di Valmaura en 1943. Le stade est renommé Stadio Giuseppe Grezar en 1967 en l'honneur de Giuseppe Grezar, né à Trieste et ayant joué avec l'US Trieste, mort lors de la catastrophe aérienne le 4 mai 1949.

### Coupe du monde 1934
Ce stade a accueilli un match de la Coupe du monde de football 1934, comptant pour les 1/8e de finale. À la suite de sa rénovation, il comportera une piste d'athlétisme à 8 pistes.
| Coupe du monde de football 1/8e de finale | Tchécoslovaquie       | 2 - 1 | Roumanie  | Stade Littorio, Trieste                     |                                             |
| 27 mai 1934 16:30                         | Puč 50e · Nejedlý 67e |       | Dobay 11e | Spectateurs : 9 000 Arbitrage : M. Langenus | Spectateurs : 9 000 Arbitrage : M. Langenus |
| 27 mai 1934 16:30                         | (Rapport)             |       |           | Spectateurs : 9 000 Arbitrage : M. Langenus | Spectateurs : 9 000 Arbitrage : M. Langenus |

## Sources
- (es) Cet article est partiellement ou en totalité issu de l’article de Wikipédia en espagnol intitulé « Stadio Giuseppe Grezar » (voir la liste des auteurs).

- (it) Cet article est partiellement ou en totalité issu de l’article de Wikipédia en italien intitulé « Stadio Giuseppe Grezar » (voir la liste des auteurs).